# Luigi Fenaroli
Luigi Fenaroli (Milán, Italia, 16 de mayo de 1899 - Bergamo, Italia, 8 de mayo de 1980) fue un agrónomo, botánico, pteridólogo, y profesor italiano.

## Biografía
En 1921, se graduó en Ciencias agrarias en la "Scuola superiore di agricoltura" de la Universidad de estudios de Milán.
Realizó numerosas expediciones científicas por cuenta de la "Reale società Geografica Italiana". En 1930 estuvo en Angola y entre 1932 y 1933 en Amazonía brasileña.
En 1933 fue nombrado vicedirector de la Estación experimental de silvicultura de Florencia. En 1943 se mudó al Instituto experimental de cultivo del álamo de Casale Monferrato. En 1946 fue encargado de dirigir la Estación experimental de cultivo del maíz, sucediendo al ilustre agrónomo Tito Vezio Zapparoli. Dirigió el Programa maíces híbridos, planificando la experimentación (1948-1953) de unos híbridos estadounidenses introducidos en Italia inmediatamente después de la Segunda Guerra Mundial. Al mismo tiempo demarró el programa de recolección de las accesiones (muestras de semillas) de las variedades tradicionales italianas de maíz (1954-1955) e intensificó el programa de constitución de líneas puras (inbred), seleccionadas a partir de las variedades italianas, o de sus combinaciones con líneas americanas, coordenado por su alumno Aureliano Brandolini.
En 1968 transitó a la dirección del nuevo Instituto experimental de manejo forestal y alpicultura de Trento, que guio hasta 1974.
Tuvo una intensa actividad de docente. Al comienzo de su carrera fue asistente en la Facultad de ciencias agrarias de la “Università degli studi di Milano” y encargado de la Cátedra ambulante de agricultura de Iseo. Más adelante enseñó Silvicultura tropical en el “Istituto agronomico coloniale” (ahora Istituto agronomico per l'oltremare) de Florencia y de agricultura tropical y subtropical en la Facultad de agraria de la “Università degli studi di Milano”.
Enseñó también Botánica Sistemática y fitogeografía, Silvicultura y alpicultura en la “Università degli studi di Milano” y en la Università del sacro cuore de Piacenza.
Universidades de varios países lo invitaron para intercambios de estudios genéticos. En 1946 fue a EE. UU. (Illinois) para estudios sobre mejoramiento genético del maíz y en 1964 fue invitado por el gobierno canadiense para estudios sobre el mejoramiento genético de la papa. Fue a Egipto y a Japón para conferencias y congresos.
Su intensa actividad científica esta atestiguada por sus 275 publicaciones que tratan Fitogeografía, Botánica Sistemática, Botánica Forestal sin olvidar sus obras floro-paisísticas y sobre la protección de la naturaleza. Varias de estas obras tratan el estudio de los areales de los "endemismos" de la región "Insubria" en Italia del Norte y contribuyó con sus artículos a revistas forestales y montanas.

## Obra
Su legajo científico comprende un vasto herbario y Archivo fotográfico, así como la creación de un verdadero jardín botánico en Tavernola Bergamasca, en las orillas del lago Iseo, donde se encuentran plantas y cultivos exóticos.

### Algunas publicaciones científicas
- “Il larice nelle Alpi orientali italiane” (1936) (ganó el premio nacional de la "Accademia d’Italia")
- “L’ambiente fisico-agrario dei paesi caldi” (1943)
- “La vegetazione e flora delle prealpi lombarde”. Istituto botanico della R. Università, R. Laboratorio crittogamico. S.5, v.2, n.1, 119 pp. [4] c. di tav. : il. (1943)
- “Le Palme e la loro utilizzazione” (1945)
- “Il castagno» Trattati di agricoltura vol. 1. Ed. 	Ramo editoriale degli agricoltori, 222 pp. (1946)
- “Il genere Populus» (trad. 1946)
- “La flora delle Alpi pubblicas” por el editor Martello en los años de 1956 a 1976
- “I Carex d’Italia” (1951)
- “Il genere Styzolobium” (1952)
- “Campanula raineri Perpenti endemismo dell'Insubria orientale: storia, reperti e areale”. Istituto botanico della Università 33, Laboratorio crittogamico, Pavia. Quaderno 33. Con Nino Arietti, ed. Edicioni Insubriche, 46 pp. (1963)
- “Flora mediterranea: vegetazione e flora dei litorali Italici e Mediterranei”, vol. 2. Con Umberto Tosco. Ed. 	Martello, 156 pp. (1964)
- “Il mais”. Universale Edagricole 45, ed. Edizioni agricole, 101 pp. (1968)
- el “Catalogus” y los 4 “Prodromos” de la “Flora Garganica” (1966-1975)
- “Alberi. Atlanti natura Giunti”. Ed. Giunti Editore, 254 pp. ISBN 8809035402, ISBN 9788809035409 (2004)

Length	254

### Como editor
- Iconographia Mycologica de Giacomo Bresadola, con G. B. Traverso, 1936
- Flora illustrata delle Alpi e degli altri monti d’Italia de Otto Penzig, 1932
- Colture tropicali de Oreste Campese, 1937
- Flora d’Italia de T.C.I. con Valerio Giacomini, 1958
- Dendroflora Italiana: alberi con Germano Gambi et al. 1976
- Carta della vegetazione reale d’Italia por Ministerio Italiano de Agricultura y Forestales, 1969

## Honores

### Reconocimientos
Miembro de
- "Academia Colombiana de ciencias exactas, fisioquímicas y naturales” de Santa Fe de Bogotá
- “Instituto Ecuatoriano de ciencias naturales” de Quito
- “Società di scienze naturali del Trentino-Alto Adige” de Trento
- “Atenei di scienze, arti e lettere” de Brescia y de Bergamo
- “Accademia nazionale di agricoltura" de Bologna
- "Accademia italiana di scienze forestali" de Florencia
- La abreviatura «Fen.» se emplea para indicar a Luigi Fenaroli como autoridad en la descripción y clasificación científica de los vegetales.[1]